# Bum bum tam tam
Bum bum tam tam (conosciuto anche come Joga o bum bum tam tam) è un singolo del rapper brasiliano MC Fioti, pubblicato l'8 marzo 2017.

## Descrizione
Il brano usa un campionamento del movimento Allemande incluso nella Partita per flauto solo di Johann Sebastian Bach.

## Video musicale
Un video musicale a supporto del brano è stato pubblicato sul canale YouTube di Kondzilla l'8 marzo 2017 ed attualmente conta 1,4 miliardi di visualizzazioni.

## Tracce
Testi e musiche di Leandro Aparecido Ferreira.
1. Bum bum tam tam – 2:50

## Remix
Il 15 dicembre 2017 è stato pubblicato una versione remix del brano con la partecipazione del rapper statunitense Future, del cantante colombiano J Balvin, della rapper britannica Stefflon Don e del cantante spagnolo Juan Magán.

### Tracce
Testi e musiche di Leandro Aparecido Ferreira, Nayvadius DeMun Wilburn, José Álvaro Osorio Balvin, Stephanie Victoria Allen e Juan Manuel Magán.
Download digitale
1. Bum bum tam tam (Remix) – 3:35

Download digitale – Jonas Blue Remix
1. Bum bum tam tam (Jonas Blue Remix) – 3:06

Download digitale – Jax Jones Remix
1. Bum bum tam tam (Jax Jones Remix) – 3:28

Download digitale – David Guetta Remix
1. Bum bum tam tam (David Guetta Remix) – 4:09

## Classifiche

### Classifiche settimanali
| Classifica (2017-18) | Posizione massima |
| -------------------- | ----------------- |
| Belgio (Fiandre)     | 17                |
| Belgio (Vallonia)    | 52                |
| Francia              | 8                 |
| Germania             | 51                |
| Grecia               | 67                |
| Italia               | 42                |
| Portogallo           | 55                |
| Spagna               | 9                 |
| Svizzera             | 51                |

### Classifiche di fine anno
| Classifica (2018) | Posizione |
| ----------------- | --------- |
| Belgio (Fiandre)  | 64        |
| Francia           | 34        |
| Italia            | 83        |